# Bacescella muradianae
Bacescella muradianae is een zeekommasoort uit de familie van de Nannastacidae. De wetenschappelijke naam van de soort is voor het eerst geldig gepubliceerd in 2000 door Petrescu.